# Контратрансфер
Контратрансфер је појава у току терапије која се састоји у несвесној емоционалној реакцији аналитичара на понашање и трансфер клијента. Контратрансфер је нормална појава у свакој врсти терапије, нарочито код клијената који су остварили добар емоционални контакт и стога имају нереална очекивања од терапеута. У психоанализи се лако препознаје, анализира и држи под контролом. Негативан резултат непрепознатог контратрансфера испољава се спорим напредовањем, застојем или прекидом терапије.